# クロロアセトン
クロロアセトン（英: Chloroacetone）は、化学式C3H5ClOで表される有機塩素化合物。標準状態では刺激臭のある無色の液体で、光にあたると酸化して琥珀色になる
。第一次世界大戦では化学兵器として使用された。

## 利用例
写真の色素形成カプラーや染料・農薬の中間体、有機合成化学に使用される
他、フランの合成にも用いられる。

## 安全性
強い催涙性と目や皮膚・呼吸器への刺激性があり、皮膚から吸収される。引火性があり、燃焼により塩素化合物など有害なガスを生じる
。